# Soproni
Soproni is een Hongaars biermerk.  De brouwerij is opgericht in 1895 te Sopron en maakt nu deel uit van Heineken Hungária.

## Varianten
- Soproni
- Soproni 1895 (premium)
- Soproni Fekete Démon (bruin)
- Soproni Szűz (alcoholvrij)
- Soproni Cítrom (met citroen)
- Soproni Narancs (met sinaasappel)